# Trichocerca longiseta
Trichocerca longiseta är en hjuldjursart som först beskrevs av Schrank 1802.  Trichocerca longiseta ingår i släktet Trichocerca och familjen Trichocercidae. Arten är reproducerande i Sverige. Inga underarter finns listade i Catalogue of Life.